# Семук Чампей
Семук Чампей  (мова мая — Semuc Champey) — водоспад, що знаходиться неподалік древнього міста мая Ель-Мірадор у Гватемалі. Семук Чампей — це серія каскадів на річці Кахабон.

## Опис
Річка Кахабон, протікаючи через вапнякові утворення, розмиває їх. Таким чином утворюється низка порогів та неглибоких басейнів. Семук Чампей дуже популярний серед туристів, навіть не зважаючи на доволі тяжкий шлях до нього. Він є ідеальним місцем для купання і відвідання його часто включають до екскурсійних маршрутів до міста Ель-Мірадор.

## Галерея

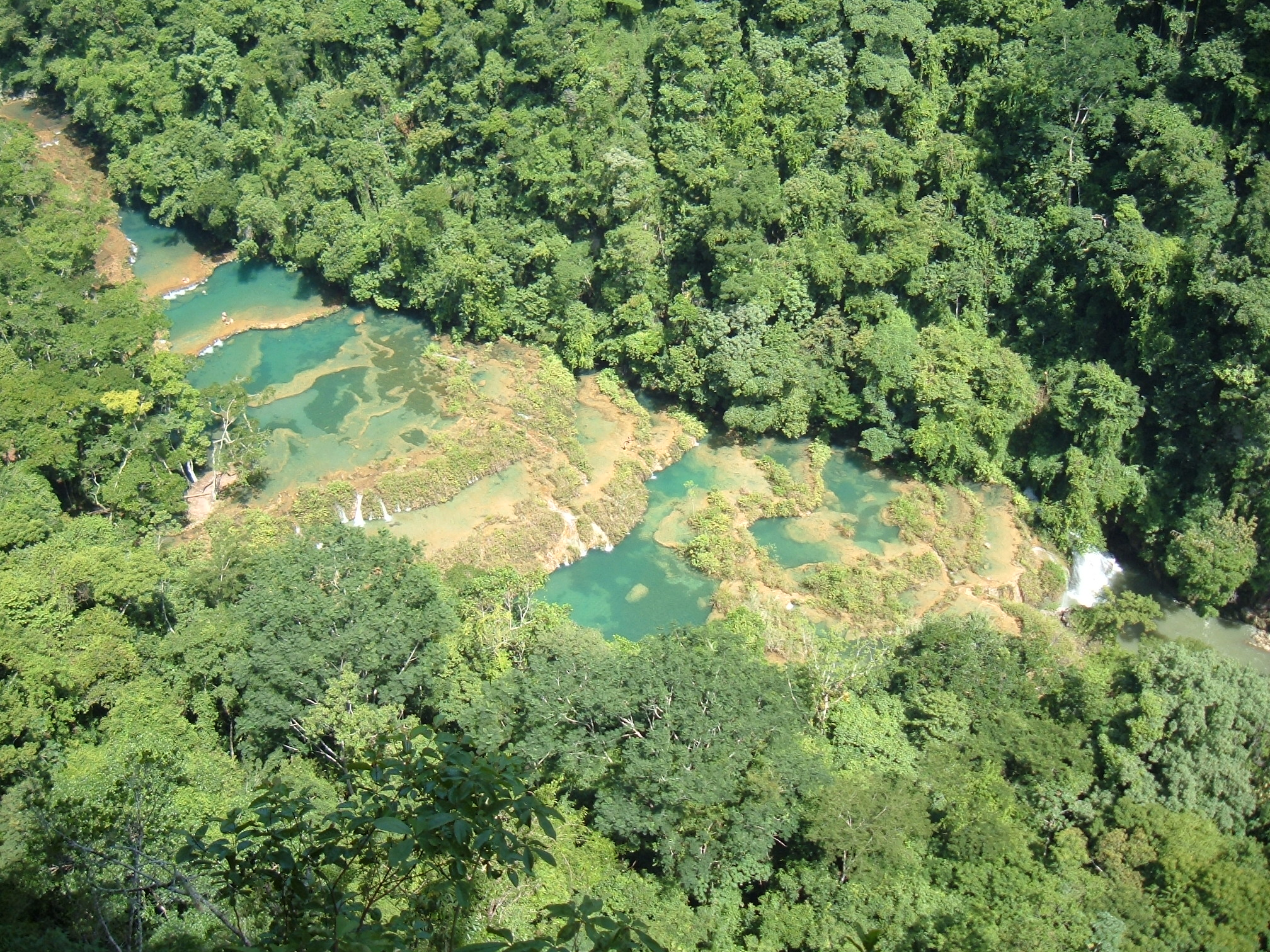
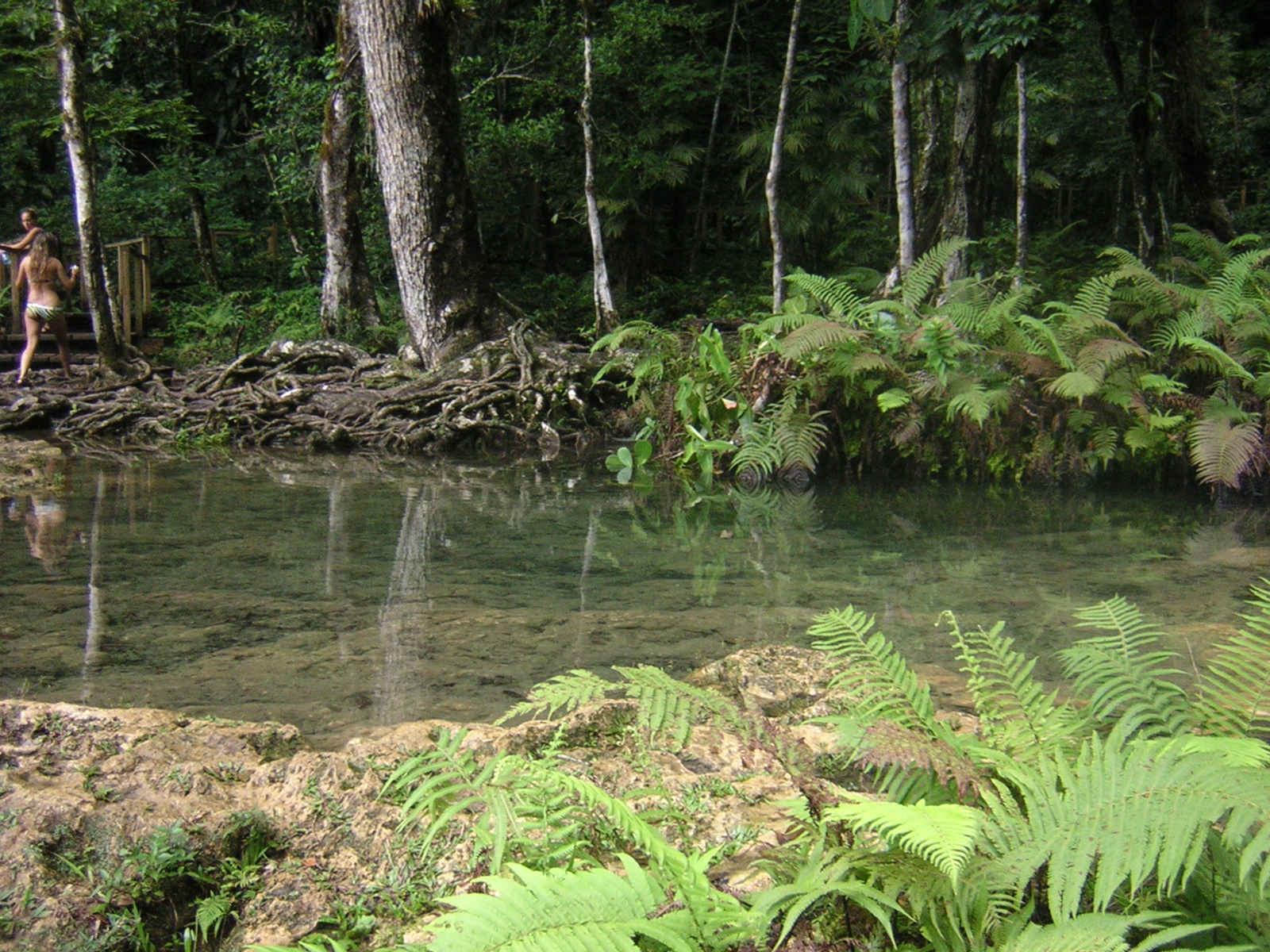
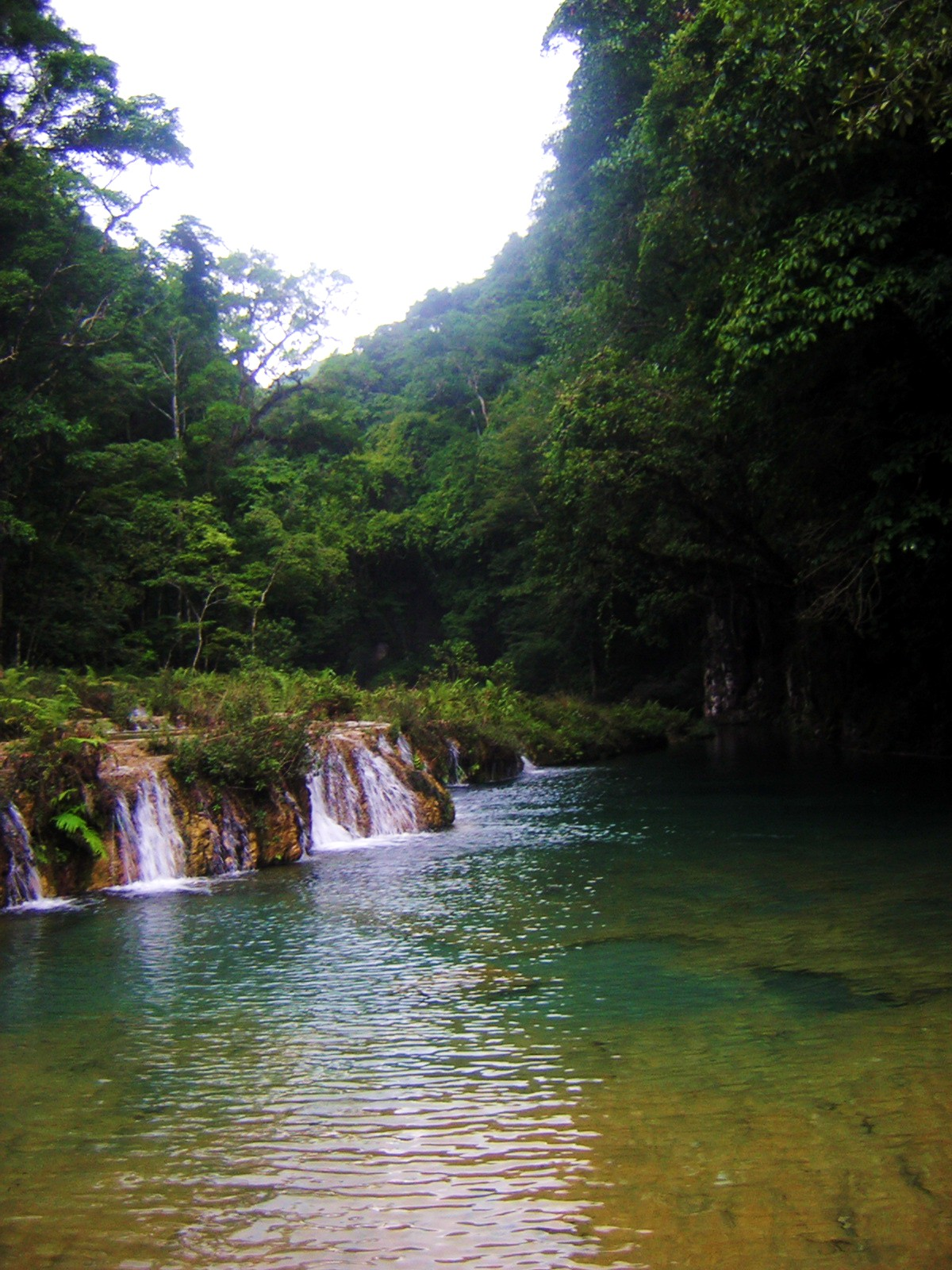
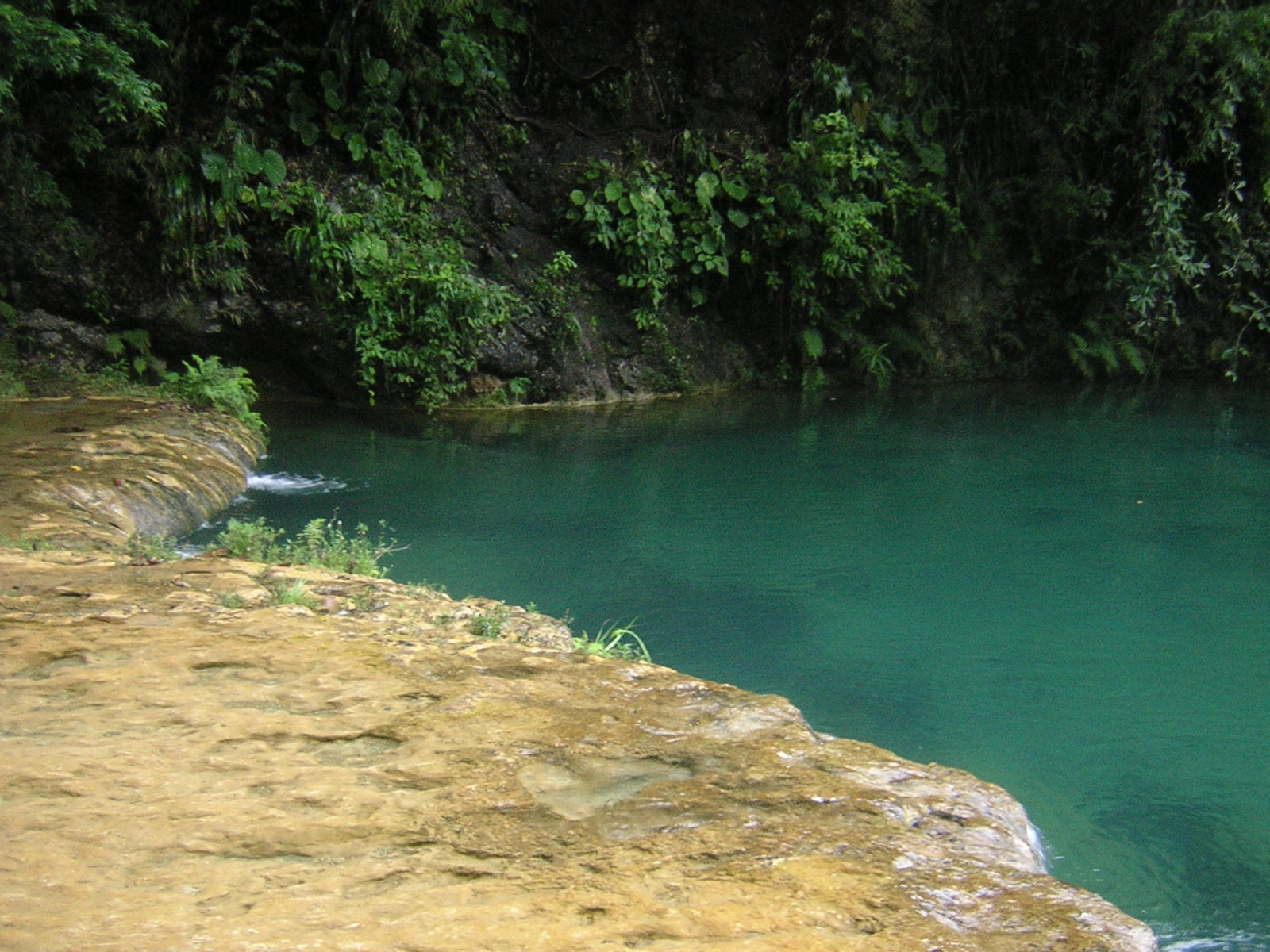